# Queen Bee

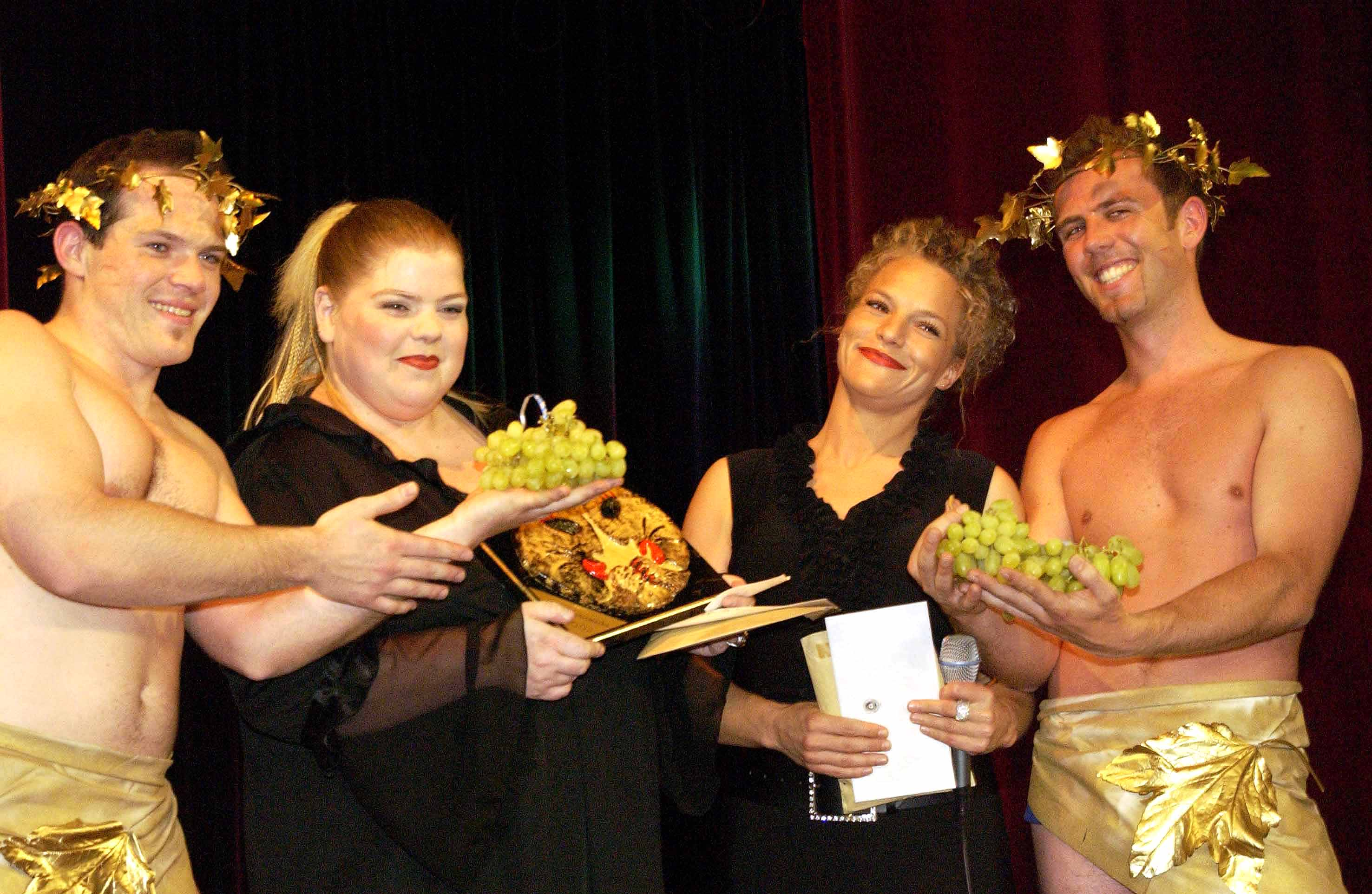
Queen Bee erhalten die Garchinger Kleinkunstmaske, 6. Juni 2002

Queen Bee war ein Kleinkunst-, Kabarett- und Musikduo, bestehend aus Ina Müller und Edda Schnittgard.

## Geschichte
Ina Müller und Edda Schnittgard standen seit Sommer 1994 zusammen auf der Bühne und unterhielten ihre Zuschauer mit Musik und heiteren bis bissigen Texten, etwa zum Geschlechterthema, zu Zweierbeziehungen, zu unterschiedlichsten aus weiblicher Sicht wahrgenommenen Alltagsproblemen oder auch zu ihrer norddeutschen Herkunft.
Ina Müller fungierte dabei meist – vor allem bei Live-Auftritten – als extrovertierte Frontfrau und Sängerin, die wortreich den Vordergrund beherrschte. Im Hintergrund bildete die korpulente Edda Schnittgard nicht nur optisch einen originellen Kontrast zu ihrer lebhaften und beweglichen Partnerin, indem sie diese mit stoischer Gestik und Mimik am Klavier begleitete oder die gegenseitigen Wortgefechte mit trockenen oder bissigen Kommentaren bereicherte. In diesen wurde z. B. häufig – wie auch in einigen Liedern des Duos – die Leibesfülle Edda Schnittgards selbstironisch und selbstbewusst thematisiert (Auszug aus Fett: „Wenn ich sing / dann wackelt mehr als nur ein Rettungsring / und er hilft nichts, wenn ich ins Wasser spring / dazu bin ich ein zu dickes Ding“).
Ihre erste CD Die eine singt, die andere auch erschien 1996, die neben Eigenkompositionen auch Coverversionen von Kim Carnes (Make No Mistake, He’s Mine, Blood from the Bandit), Jacques Brel (Amsterdam) oder Rupert Holmes (Everything) enthält. 1997 starteten sie mit ihrem Programm Wenn du aufhörst, fang ich an durch und veröffentlichten unter dem gleichen Namen auch wieder eine CD. 2000 kam ihr drittes Programm und das Album Freundinnen müsste man sein… heraus. 2002 veröffentlichten sie ihr viertes Programm Ich leg zu, und du baust ab!, das Album dazu hieß Volle Kanne Kerzenschein. Seit Anfang 2005 waren die beiden mit ihrem neuen Programm Abseits ist, wenn keiner pfeift unterwegs. Zum Repertoire des Duos gehörten auch Lieder auf Plattdeutsch wie zum Beispiel Zitronenboom (plattdeutsche Fassung von Lemon Tree von Fools Garden).
Bekannt wurden sie auch durch den Film Schöne Frauen (2004, Regie: Sathyan Ramesh).
Das Duo trennte sich Ende 2005. Anschließend starteten Ina Müller und Edda Schnittgard Soloprojekte.

## Diskografie
- 1996 Die eine singt, die andere auch
- 1998 Wenn Du aufhörst, fang ich an
- 2000 Freundinnen
- 2002 Volle Kanne Kerzenschein
- 2005 Abseits ist, wenn keiner pfeift – CD und VCD
- 2014 Archiv 1996-2005, Sammelbox – CD

## Auszeichnungen
- 2000 – Mindener Stichling – Gruppenpreis
- 2001 – Deutscher Kleinkunstpreis in der Sparte Chanson / Lied / Musik
- 2002 – Garchinger Kleinkunstmaske